# Концевич Олександр
Олекса́ндр Концевич (* 30 червня 1824, Львів — † 2 жовтня 1894, Львів) — оперний співак (бас-баритон) та драматичний актор.

## Короткий життєпис
Вокальну освіту здобув у Львові.
Був у Львові солістом оперної трупи польського театру — в 1857—1865, 1870—1871 та 1872—1890 роках, у 1892—1894 роках — Руського народного театру. Періодично виступав на сцені Львівського німецького театру. Був на гастролях 1867 в Любліні та 1878 у Варшаві. Виступав у Кракові — в 1875, 1884 та 1886-90 роках.
На українській сцені виконував партії:
- Чопорій — оперета «Підгіряни» М. Вербицького,
- Янош — оперета «Янош Іштенгазі» Ісидора Воробкевича,
- Карась -«Запорожець за Дунаєм» Гулака-Артемовського,
- Пацюк — «Різдвяна ніч» Лисенка,
- Кабиця — оперета «Чорноморці» М. Лисенка,
- Януш -«Галька» Монюшка.

В концертах виконував солоспіви М. Вербицького, І. Лаврівського, М. Лисенка.
В інших театрах виконував такі ролі:
- Куно — «Вільний стрілець» Вебера,
- Доктор Бартоло — «Севільський цирюльник» Россіні,
- Геслер — «Вільгельм Телль», Россіні,
- Великий інквізитор — «Дон Карлос» Верді,
- Граф Гомонай — оперета «Циганський барон» Штрауса.

Виступав в концертах, виконував твори композиторів Д. Ф. Бонковського, М. Вербицького, Гулака-Артемовського, І. А. Лаврівського, М. Лисенка.